# Sri-lankische Frauen-Cricket-Nationalmannschaft in Südafrika in der Saison 2013/14
Die Tour der sri-lankischen Cricket-Nationalmannschaft nach Südafrika in der Saison 2013/14 fand vom 24. Oktober bis zum 3. November 2013 statt. Die internationale Cricket-Tour war Bestandteil der Internationalen Cricket-Saison 2013/14 und umfasste drei WODIs und drei WTwenty20s. Südafrika gewann die WODI-Serie 2–0 und die WTwenty20-Serie 2–1.

## Vorgeschichte
Südafrika spielte zuvor eine Tour gegen Bangladesch, für Sri Lanka war es die erste Tour der Saison. Für beide Mannschaften war es das erste Aufeinandertreffen bei einer Tour.

## Stadien
Die folgenden Stadien wurden für die Tour als Austragungsort vorgesehen.
| Stadion     | Stadt         | Kapazität | Spiele                     |
| ----------- | ------------- | --------- | -------------------------- |
| Senwes Park | Potchefstroom | 18.000    | 1. – 3. WODI; 1. – 3. WT20 |

## Kaderlisten
Sri Lanka benannte einen Kader am 4. Oktober 2013.
| WODI | WODI | WTwenty20 | WTwenty20 |
| Südafrika | Sri Lanka | Südafrika | Sri Lanka |
| --- | --- | --- | --- |
| - Mignon du Preez (K) - Trisha Chetty (wk) - Moseline Daniels - Shabnim Ismail - Marizanne Kapp - Alexis le Breton - Lizelle Lee - Marcia Letsoalo - Sunette Loubser - Suné Luus - Nadine Moodley - Yolandi Potgieter - Chloe Tryon - Dane van Niekerk | - Shashikala Siriwardene (K) - Chamari Atapattu - Chandima Gunaratne - Nobet Ida - Eshani Lokusuriyage - Niluka Karunaratne - Lasanthi Madushani - Dilani Manodara (wk) - Yasoda Mendis - Udeshika Prabodhani - Deepika Rasangika - Maduri Samuddika - Chamani Seneviratna - Rebeca Vandort (wk) - Sripali Weerakkody | - Mignon du Preez (K) - Trisha Chetty (wk) - Moseline Daniels - Shabnim Ismail - Marizanne Kapp - Alexis le Breton - Lizelle Lee - Marcia Letsoalo - Sunette Loubser - Suné Luus - Nadine Moodley - Yolandi Potgieter - Chloe Tryon - Dane van Niekerk | - Shashikala Siriwardene (K) - Chamari Atapattu - Chandima Gunaratne - Nobet Ida - Eshani Lokusuriyage - Niluka Karunaratne - Lasanthi Madushani - Dilani Manodara (wk) - Yasoda Mendis - Udeshika Prabodhani - Deepika Rasangika - Maduri Samuddika - Chamani Seneviratna - Rebeca Vandort (wk) - Sripali Weerakkody |

## Tour Matches
| 22. Oktober Scorecard | Potchefstroom (APO) | Sri Lanka 241 (50)             | – | South Africa Emerging Players 107 (28.3) |
|                       |                     | Sri Lanka gewinnt mit 134 Runs |   |                                          |

## Women’s One-Day Internationals

### Erstes WODI in Potchefstroom
| 24. Oktober Scorecard | Potchefstroom | Sri Lanka 136 (41.4)            | – | Südafrika 139-3 (37.2) |
|                       |               | Südafrika gewinnt mit 7 Wickets |   |                        |

Südafrika gewinnt den Münzwurf und entschied sich als Feldmannschaft zu beginnen. Als Spielerin des Spiels wurde Trisha Chetty ausgezeichnet.

### Zweites WODI in Potchefstroom
| 26. Oktober Scorecard | Potchefstroom | Südafrika 274-3 (50)          | – | Sri Lanka 207-8 (50) |
|                       |               | Südafrika gewinnt mit 67 Runs |   |                      |

Südafrika gewinnt den Münzwurf und entschied sich als Feldmannschaft zu beginnen. Als Spielerin des Spiels wurde Mignon du Preez ausgezeichnet.

### Drittes WODI in Potchefstroom
| 28. Oktober Scorecard | Potchefstroom | Sri Lanka 164 (50) | – | Südafrika 2-0 (1) |
|                       |               | No Result          |   |                   |

Südafrika gewinnt den Münzwurf und entschied sich als Feldmannschaft zu beginnen. Das Spiel wurde aufgrund von Regenfällen abgebrochen.

## Women’s Twenty20 Internationals

### Erstes WTwenty20 in Potchefstroom
| 31. Oktober Scorecard | Potchefstroom | Sri Lanka 119-4 (20)            | – | Südafrika 123-3 (19.3) |
|                       |               | Südafrika gewinnt mit 7 Wickets |   |                        |

Südafrika gewinnt den Münzwurf und entschied sich als Feldmannschaft zu beginnen. Als Spielerin des Spiels wurde Lasanthi Madushani ausgezeichnet.

### Zweites WTwenty20 in Potchefstroom
| 2. November Scorecard | Potchefstroom | Sri Lanka 138-5 (20)          | – | Südafrika 118-8 (20) |
|                       |               | Sri Lanka gewinnt mit 20 Runs |   |                      |

Südafrika gewinnt den Münzwurf und entschied sich als Feldmannschaft zu beginnen. Als Spielerin des Spiels wurde Shashikala Siriwardene ausgezeichnet.

### Drittes WTwenty20 in Potchefstroom
| 4. November Scorecard | Potchefstroom | Sri Lanka 109-6 (20)            | – | Südafrika 111-5 (18.2) |
|                       |               | Südafrika gewinnt mit 5 Wickets |   |                        |

Südafrika gewinnt den Münzwurf und entschied sich als Feldmannschaft zu beginnen. Als Spielerin des Spiels wurde Sunette Loubser ausgezeichnet.

## Auszeichnungen

### Player of the Series
Als Player of the Series wurden der folgende Spieler ausgezeichnet.
| Serie | Player of the Series |
| ----- | -------------------- |
| WODI  | Marizanne Kapp       |
| WT20  | Mignon du Preez      |

### Player of the Match
Als Player of the Match wurden die folgenden Spielerinnen ausgezeichnet.
| Spiel   | Player of the Match    |
| ------- | ---------------------- |
| 1. WODI | Trisha Chetty          |
| 2. WODI | Mignon du Preez        |
| 3. WODI | –                      |
| 1. WT20 | Lasanthi Madushani     |
| 2. WT20 | Shashikala Siriwardene |
| 3. WT20 | Sunette Loubser        |

## Statistiken

### WODIs
Die folgenden Cricketstatistiken wurden bei dieser Tour erzielt.
| WODIs                  | WODIs      | WODIs   | WODIs   | WODIs   | WODIs   | WODIs   | WODIs   | WODIs   |
| Batting                | Batting    | Batting | Batting | Batting | Batting | Batting | Batting | Batting |
| Spieler                | Mannschaft | Spiele  | Innings | Runs    | Average | HS      | 100s    | 50s     |
| ---------------------- | ---------- | ------- | ------- | ------- | ------- | ------- | ------- | ------- |
| Marizanne Kapp         | Südafrika  | 3       | 2       | 116     | 116,00  | 72      | 0       | 1       |
| Mignon du Preez        | Südafrika  | 3       | 2       | 114     | 114,00  | 79*     | 0       | 1       |
| Chamari Athapaththu    | Sri Lanka  | 3       | 3       | 97      | 32,33   | 58      | 0       | 1       |
| Trisha Chetty          | Südafrika  | 3       | 3       | 91      | 45,50   | 53      | 0       | 1       |
| Shashikala Siriwardene | Sri Lanka  | 3       | 3       | 81      | 27,00   | 68      | 0       | 1       |
| Bowling                |            |         |         |         |         |         |         |         |
| Spieler                | Mannschaft | Spiele  | Overs   | Wickets | Average | BBI     | 5W      | 10W     |
| Shabnim Ismail         | Südafrika  | 3       | 26.0    | 7       | 10,42   | 3/34    | 0       | 0       |
| Sunette Loubser        | Südafrika  | 3       | 30.0    | 6       | 19,33   | 3/51    | 0       | 0       |
| Marizanne Kapp         | Südafrika  | 3       | 25.1    | 5       | 20,20   | 3/38    | 0       | 0       |
| Dane van Niekerk       | Südafrika  | 3       | 22.0    | 4       | 13,50   | 3/25    | 0       | 0       |
| Marcia Letsoalo        | Südafrika  | 3       | 22.0    | 4       | 16,50   | 2/17    | 0       | 0       |